# Chengdu Open 2024
Chengdu Open 2024 — тенісний турнір, що проходив на кортах з твердим покриттям у місті Ченду, КНР з  16 до 22 вересня. Належав до категорії ATP 250.

## Фінальна частина

### Одиночний розряд
Shang Juncheng —  Лоренцо Музетті 7–6(7–4), 6–1

### Парний розряд
Садіо Думбія /  Фаб'єн Ребуль —  Юкі Бгамбрі /  Альбано Оліветті 6–4, 4–6, [10–4]